# Havaika beattyi
Espèce
Havaika beattyi est une espèce d'araignées aranéomorphes de la famille des Salticidae.

## Distribution
Cette espèce est endémique de Molokai à Hawaï,.

## Étymologie
Cette espèce est nommée en l'honneur de Joseph A. Beatty.

## Publication originale
- Prószyński, 2008 : A survey of Havaika (Aranei: Salticidae), an endemic genus from Hawaii, including descriptions of new species. Arthropoda Selecta, vol. 16, no 4, p. 195-213 (texte intégral).